# Barbaresco, Piemonte
Barbaresco är en ort och kommun i provinsen Cuneo i regionen Piemonte i Italien. Kommunen hade 630 invånare (2018).